# Leptocentrus taurus
Leptocentrus taurus är en insektsart som beskrevs av Fabricius. Leptocentrus taurus ingår i släktet Leptocentrus och familjen hornstritar. Inga underarter finns listade i Catalogue of Life.